# 比利牛斯條約
比利牛斯条约（法語：Traité des Pyrénées）是法國路易十四與西班牙腓力四世之間的条约，訂於1659年11月17日，它結束了1648年至1659年之間發生的法西战争。
西班牙國王腓力四世因沒有得到哈布斯堡的支援，而決定割讓邊界領土給法國以和平結束戰爭。該協定還包括法國國王路易十四世和西班牙公主玛丽·泰蕾莎之間的婚約，公主的嫁妆为50万金埃居，分三笔付清。1660年6月9日，婚礼在法国南部城市圣让德吕兹举行。這婚約使未來的路易，成為歐洲權力最大的國王。